# 畢業舞會
畢業舞會，在北美地区中稱prom（promenade縮寫），是西方国家中学的一種正式舞會，赴会男性和女性都要穿上正式服飾。毕业舞会通常會在高中舉辦（有些學校甚至在初中畢業時就會先舉辦一場）並邀請即將畢業的高年级學生结伴參加，也常常在舞会上由学生投票选出人气最高的一对男女生做为舞会国王（prom king）和舞会女王（prom queen）。畢業舞會這種活動成為美國、加拿大、澳洲等國家的文化，對每個高中畢業的人來說；畢業舞會都是有著不同的回憶，也是對高中學業結束且邁向社會或大學的一場盛宴。現在，這種活動已經傳到許多國家，許多國家也會舉辦相類似的畢業舞會活動。
在亞洲地區，畢業舞會這種活動仍不算普遍，只有部分學校的學生可能自行舉辦，但一般有畢業聚餐或謝師宴。
臺灣的畢業舞會舉辦情況則視各校的傳統而定。在臺灣的各大專院校當中，如國立臺灣大學便有例行舉辦畢業舞會的傳統至今；國立政治大學亦曾舉辦過一段時間，惟因為預算不足，2018年為最後一次舉辦。高中則以國立臺灣師範大學附屬高級中學為代表。

## 舞會詳情

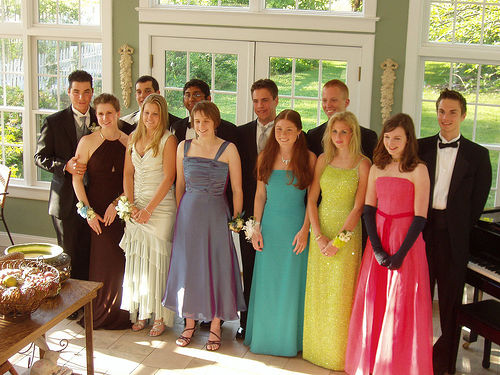
一場典型的畢業舞會，男女盛裝打扮參加

對於較小的學校來說，畢業舞會是開放給校內中所有的學生的（即使非畢業生的學生）。大型學校可同時容納兩場畢業舞會。畢業舞會的舉辦者可能是畢業生那屆的學生，不過也有學校傳統，是交由比畢業生小的在校學生舉辦的，一般畢業舞會的舉辦工作都有學生會、家長會甚至校方的參與，但主要舉辦者都是學生自己。
為了舉辦舞會的資金，舞會通常是要收門票費用的。學校有權讓非畢業生的學生一起參加一場畢業舞會，但有時也會設置年齡、年級的限制。
一般來說參加舞會的男女學生們都會在與會前找到自己的伴侶（或稱舞伴，英文中常稱prom date或partner），可能雙方本是情侶，也有可能雙方只是朋友，也更有可能彼此或一方暗戀著對方，才會找對方成為與會的伴侶，但沒有硬性規則要求與會學生一定要找伴侶才能參加。
在美加，參加舞會的學生們，常常結伴一團朋友們租豪華加長型禮車進入舞會會場。
進入舞會，與會學生的共同活動包括一起用餐、跳舞、社交。傳統上，舞會通常會舉行選舞會「國王」及「王后」的活动，由最受歡迎的男女被學生們選出，畢業舞會由國王與王后開舞。
畢業舞會後，各自學生可能結伴繼續去其他派對慶祝甚至慶祝到第二天早上。在美國，畢業舞會後還有一場舞會專給教師及家長的。舞會後常有特定組織督導舞會學生不要因為過於興奮，做非法的行為（如吸毒、未成年飲酒、毀壞公物等）或者性行為。

## 舞會服飾
男生一般都會穿著燕尾服、領帶、領結等正式服裝與會，多以黑色為主。
女生一般穿著連衣裙、晚禮服（即洋裝）或者傳統服裝與會，多可以搭配不同顏色。傳統上，女生會攜帶胸花，可以繫在手腕上。

## 反畢業舞會
英文稱anti-prom，通常是一群學生拒絕或反對學校的畢業舞會，而自行在同一時間舉辦的非正式舞會或派對，不需要穿著正式的服裝。
反畢業舞會的學生，出發點可能是不想被正式的畢業舞會約束，想舉辦交友範圍更小且約束與限制更少的舞會。也有反畢業舞會的學生，是基於在高中裡面不受歡迎或者招受排擠，從而反對畢業舞會，其中可能包括同性戀者。亦也有學生因與學校老師及同學關係惡劣，而拒絕出席。
在英國，尤其在蘇格蘭、威爾士的學生們，常常以反畢業舞會，來表達自己反帝國主義、反全球化的立場。